# Central European Journal of Operations Research
Das Central European Journal of Operations Research (CEJOR) ist eine englischsprachige Fachzeitschrift zum Operations Research. 

## Geschichte
Die Zeitschrift erscheint seit 1993 und wird von der Österreichischen Gesellschaft für Operations Research in Zusammenarbeit mit den Operations-Research-Gesellschaften mehrerer weiterer Länder herausgegeben. Eine Titelergänzung lautet: Official journal of the Austrian, Croatian, Czech, Hungarian, Slovakian and Slovenian OR Societies. Der Titel in den ersten Erscheinungsjahren war Central European Journal of Operations Research and Economics (CEJORE). Eine Vorgängerzeitschrift war das Czechoslovak Journal for Operations Research (CSJOR) – Czech and Slovak Society for Operations Research.